# 达雷尔·阿勒姆斯
小达雷尔·威尔伯特·阿勒姆斯（英語：Darrell Wilbert Allums Jr.，1958年9月12日—），美国NBA联盟前职业篮球运动员。他在1980年的NBA选秀中第5轮第11顺位被达拉斯小牛选中。